# Schreineria africator
Schreineria africator är en stekelart som beskrevs av Aubert 1974. Schreineria africator ingår i släktet Schreineria och familjen brokparasitsteklar. Inga underarter finns listade i Catalogue of Life.